# Ala (arquitectura)

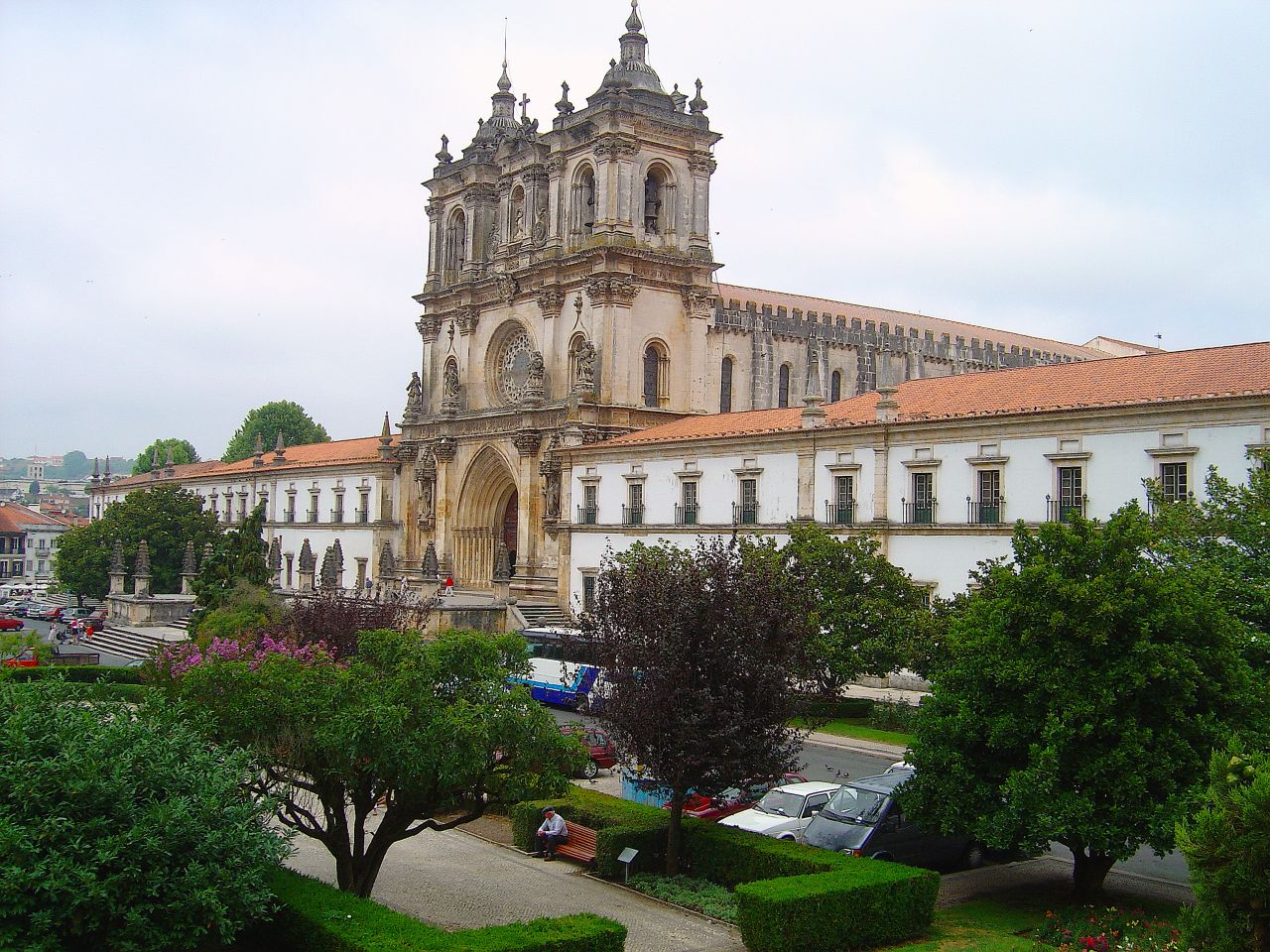
A ambos lados del cuerpo principal (iglesia) del Monasterio de Alcobaça, en Portugal, se desarrollan sus alas Norte y Sur.

En arquitectura, se denomina ala a cada uno de los cuerpos  separados lateralmente del edificio principal. Por extensión, el término se aplica a cada una de las crujías organizadas en torno a un espacio de distribución –como un patio, un vestíbulo o un corredor– e, incluso, a cada una de las partes en que se considere dividido un espacio cualquiera.
En el caso de un convento, las galerías que rodean al claustro se denominan panda.